# Квадро (летательный аппарат)
«Квадро» — белорусский боевой беспилотный летательный аппарат (квадрокоптер), разработанный витебским конструкторским бюро «Дисплей». Создан в вариантах с одним и двумя гранатомётами. Входит в состав ударного беспилотного авиационного комплекса (УБАК).

## История
Впервые аппарат был продемонстрирован 30 мая—1 июня 2018 года на базе 927-го центра подготовки и применения беспилотных авиационных комплексов (БАК) в Берёзе и 174-го учебного полигона ВВС и войск ПВО под Доманово во время 5-й научно-практической конференции, посвящённой перспективам развития беспилотной авиации. Через несколько дней дрон показан в полёте во время учений ССО на полигоне Лосвидо в Витебской области. Видео-ролик с беспилотником был опубликован телекомпанией «ВоенТВ» на площадке YouTube.
В последующем «Квадро» принимал участие в выставках «MILEX».
В течение последующих трёх лет конструкторы и инженеры компании «Дисплей» совместно со специалистами Вооружённых Сил проводили доработку квадрокоптера, добиваясь необходимых технических характеристик и оптимальных эргономических показателей для эффективного применения изделия в современных условиях ведения войны. Уже в декабре 2021 года «Квадро» завершил все необходимые государственные испытания.

## Описание
Аппарат вертолётного типа со взлетной массой до 45 кг построен по мультироторной схеме с восемью тянущими винтами. Двигатели питаются от литий-полимерного аккумулятора, который позволяет выполнять полеты длительностью до 25 минут. В качестве типовой нагрузки предлагается использовать гранатомёты РПГ-26. Прицеливание осуществляется посредством использования оптико-электронной системы видимого диапазона. Дальность действия по видеоканалу 2000–6000 м, в зависимости от комплектации. Опционально на БЛА может быть также установлена система наблюдения, работающая в тепловом диапазоне. Установка гранатометов на дрон позволяет доставить их на наилучшую дистанцию для прицельной стрельбы (порядка 170 м). При попадании в цель боеприпас РПГ-26 способен пробить 440 мм стальной брони, 1000 мм железобетона или 1500 мм кирпичной кладки.
Дрон предназначенный для борьбы с легкобронированной техникой.

## Вариации
Были разработаны два типа беспилотника — «Квадро-1600»/«Квадро-1400» (с двумя РПГ) и «Барражирующая труба» (с одним РПГ).
Первый имеет габариты 1450x1450x659 мм и взлетную массу около 35 кг. Благодаря наличию гидростабилизированного подвеса аппарат имеет возможность производить прицельный обстрел целей на скоростях полета до 10 м/сек. При этом максимальная скорость БПЛА при пилотировании для выхода в заданный район достигает 20 м/сек. Продолжительность полёта составляет 25 мин. Дальность — 5000 м
Максимальная взлётная масса упрощённого варианта данной системы с одним РПГ-26 существенно ниже – 10 кг. Дальность действия по видеоканалу – 2000 м, максимальная продолжительность полета – 15 минут. Кроме РПГ-26 «Барражирующая труба» может использовать вместо его ПТАБ-2,5.

## Оценки
Эксперты информационного портала Popular Mechanics отметили, что БПЛА «Квадро» с данным вооружением наиболее эффективным будет против лёгких бронированных целей, таких как БМП M2 Bradley и бронемашины Stryker. Они первоначально подвергли сомнению возможность гранаты РПГ-26 (с её проникающей способностью в 440 мм) пробить лобовую броню основного боевого танка США M1 Abrams. Однако позже было обращено внимание на сверхманёвренность дрона. С ней мультикоптер cможет подобраться к любому танку сверху или сзади, откуда РПГ-26 в состоянии легко пробить его не очень толстую, в этих проекциях, броневую защиту. Белорусский военный обозреватель и ведущий специалист в области военно-промышленного комплекса Александр Алесин в свою очередь упомянул, что в лобовой проекции толщина корпуса Abrams эквивалентна порядка 650 мм гомогенной стальной брони, толщина лба башни составляет около 940—960 мм. При этом верхний наклонный броневой лист башни имеет толщину всего 70 мм, в районе отсека боеукладки бронезащита крыши составляет 35—40 мм, бронирование крыши корпуса — от 50 до 80 мм. Таким образом, как отметили обозреватели Popular Mechanics и Алесин, белорусский аппарат «открывает новую весьма опасную тенденцию для западных танковых войск».